# Albert Riefling
Albert Riefling (Pruisen, 1868 – Noorwegen, Oslo, 1946) was een Duits/Noors muzikant, voornamelijk pianist.
Hij huwde de Noorse Ingeborg Louise Rollag (1868-1959). Ze kregen minstens vijf kinderen, van wie Reimar Riefling (1888-1981) en Robert Dankwart Leo Riefling (1911-1988) ook pianisten werden. Albert werd qua bekendheid volledig overvleugeld door zijn zonen.
Hij werkte rond 1900 mee aan een aantal concerten van derden. Hij was muzikaal medewerker van het orkest van het Nationaltheatret en in die hoedanigheid een aantal keren solist in concerten onder leiding van Johan Halvorsen. In 1932 en 1933 werkte hij nog als arrangeur bij dat theater.
Enkele concerten:
- 3 februari 1894: concert, als een van medewerkenden van Ragnhild Berven
- 10 februari 1897: Kerkconcert in Jakobs Kirke
- 15 februari 1903: concert van Aagot Haglund met het orkest van het Nationaltheatret en fluitist Axel Andersen
- 1 oktober 1913; hij begeleidde het Studentersangforeningen, dat het 100-jarig bestaan vierde van het Studentersamfundet
- 23 juni 1915: hij leidde voorstellingen van Fjeldeventyret (Bergavontuur) van Waldemar Thrane, waarbij Kirsten Flagstad de rol van Aagot vertolkte
- 19 januari 1918: hij begeleidde operettezanger Fredrik Wingar
- 12 april 1918: hij begeleidde Olaf Halvorsen